# Conus scalarissimus
Conus scalarissimus é uma espécie de gastrópode do gênero Conus, pertencente a família Conidae.